# Salad of a Thousand Delights
Salad of a Thousand Delights – album koncertowy zespołu Melvins, utrwalony na wideo w 1992. W roku 2003 został wydany jako DVD. 

## Lista utworów
1. "Antitoxidote"
2. "Euthanasia"
3. "Zodiac"
4. "Oven"
5. "If I Had An Exorcism"
6. "Boris"
7. "Kool Legged"
8. "Wispy"
9. "It's Shoved"
10. "Anaconda"
11. "We Reach"
12. "Hog Leg"

## Twórcy
- Buzz Osborne – wokal, gitara
- Dale Crover – perkusja
- Joe Preston – gitara basowa
- Matt Lukin – gitara basowa w "Matt-Alec"
- Paul Uusitalo – kamera, dźwięk
- Bob Basanich – kamera
- Craig Joyce – kamera
- Todd Morey – grafika
- Greg Babar (Babar the Elephant) – dźwięk